# Frazione
Frazione är en sorts administrativ enhet i Italien under kommunen. Efter en lagändring år 2000 är det upp till kommunen att upprätta frazioni eller avveckla tidigare frazioni. Några kommuner har inga frazioni medan andra har tiotals. 
Vanligtvis är den största orten i kommunen administrativt centrum, capoluogo, medan småorterna omkring utgör frazioni. Orter och småorter som inte är egna frazioni benämns ofta som località.

## Administration
Fram till 2000 kunde en frazione ha en underborgmästare prosindaco. Idag delegerar borgmästaren uppdrag på frazione-nivå till en kommunal tjänsteman.